# Dicasterie voor de Geloofsleer

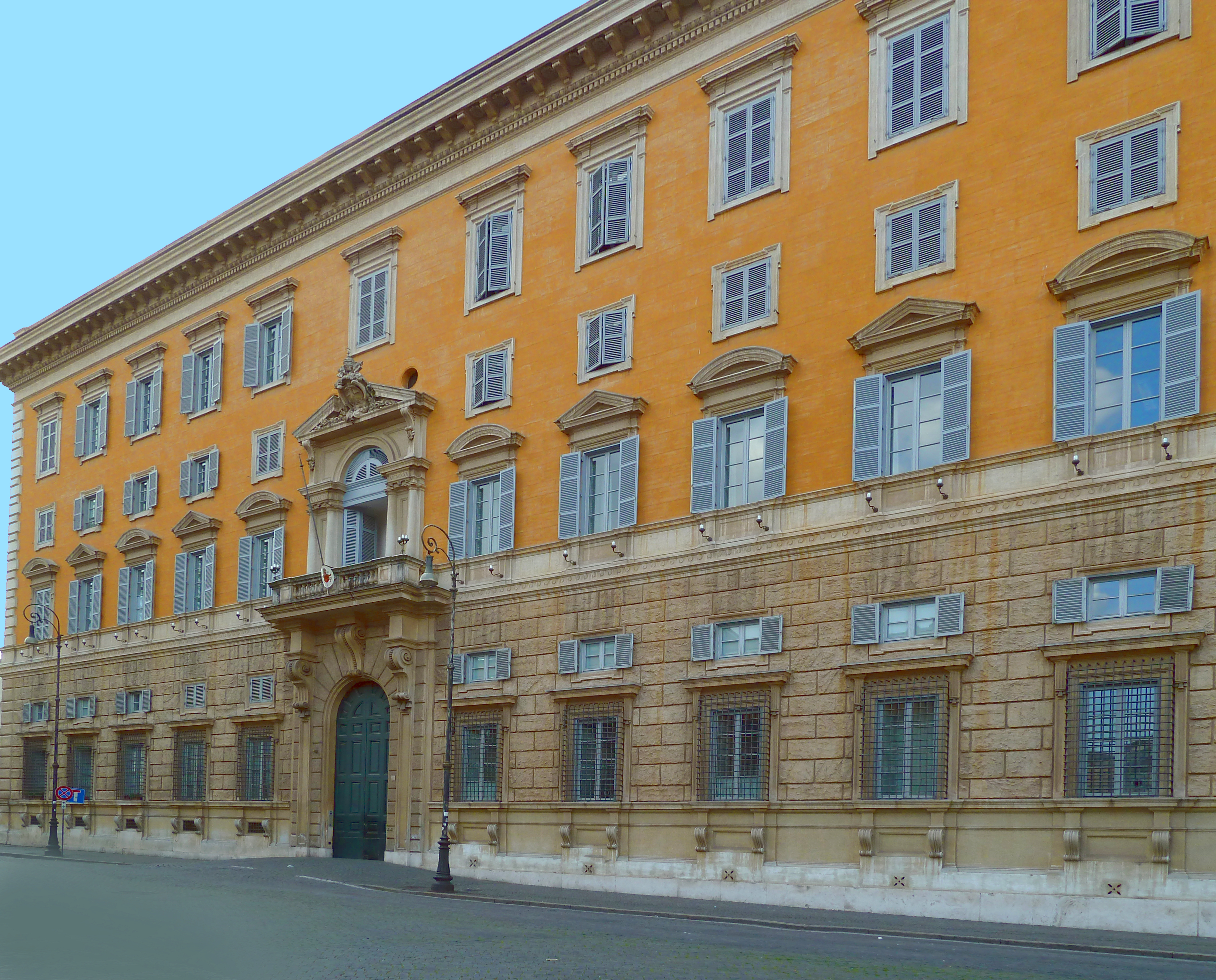
Het Paleis van het Heilig Officie in Rome, de zetel van het Dicasterie voor de Geloofsleer.

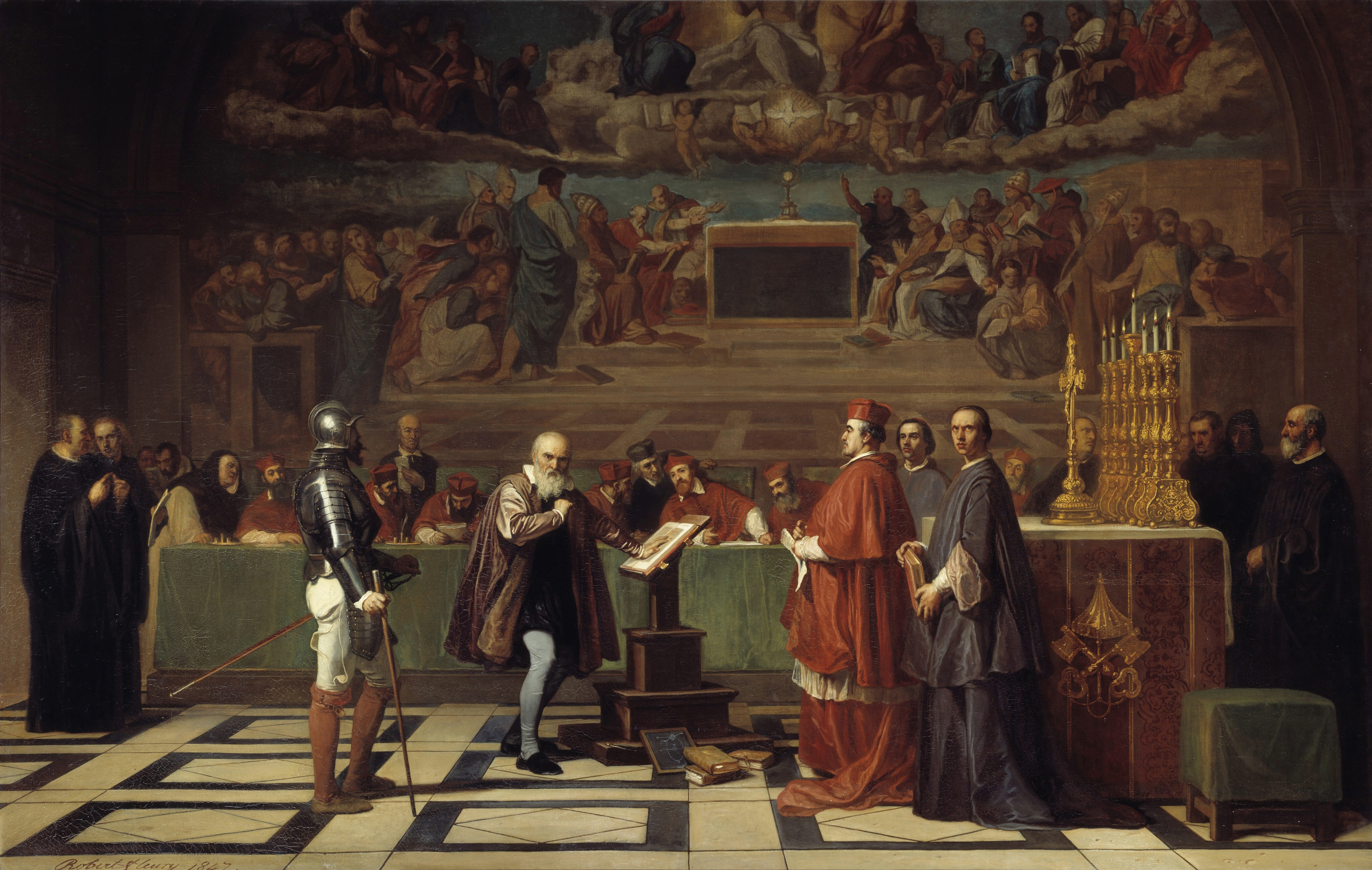
Galilei voor het Heilig Officie

Het dicasterie voor de Geloofsleer is een orgaan van de Romeinse Curie.
Het dicasterie werd ingesteld op 5 juni 2022 bij de inwerkingtreding van de apostolische constitutie Praedicate Evangelium. De op dezelfde datum opgeheven congregatie voor de Geloofsleer werd door dit dicasterie overgenomen; de taken en bevoegdheden van dit orgaan werden overgedragen aan het dicasterie. De Pauselijke Bijbelcommissie, de Internationale Theologische Commissie en de Pauselijke Commissie voor de Bescherming van Minderjarigen vallen ook onder de verantwoordelijkheid van het dicasterie.
Het dicasterie heeft een rol in de bestrijding van seksueel misbruik binnen de Rooms-Katholieke Kerk.
Aan het hoofd van het dicasterie staat een prefect. Sinds 1 juli 2023 wordt deze functie vervuld door Víctor Manuel Fernández. 